# Bellamya costulata
Bellamya costulata là một loài large operculate freshwater snails, aquatic gastropoda molluscas trong họ Viviparidae.
Loài này phân bố ở Kenya, Tanzania, and Uganda. Môi trường sống tự nhiên của chúng là hồ nước ngọt. Nó bị đe dọa do mất môi trường sống.